# James Alison

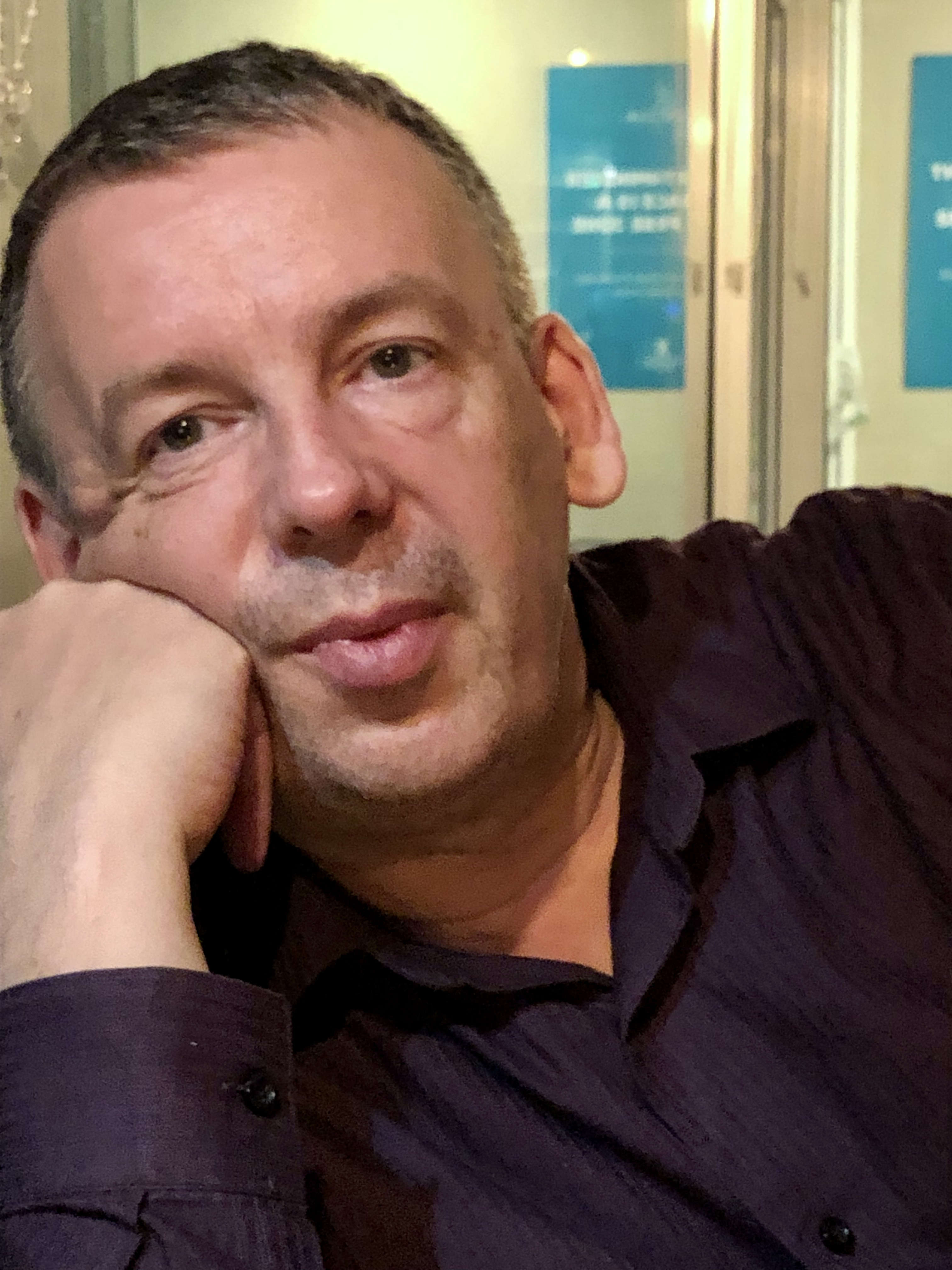
James Alison (2019)

James Alison, född 1959, är en brittisk katolsk präst, teolog och författare.